# Michelangelo Russo
Michelangelo Russo (Sciacca, 27 gennaio 1931 – Palermo, 3 ottobre 2006) è stato un politico italiano.

## Biografia
Storico esponente del Partito Comunista Italiano in Sicilia, è stato, assieme a Giorgio Napolitano, Emanuele Macaluso e Napoleone Colajanni uno degli esponenti di punta della corrente migliorista.
È stato vicesegretario regionale del PCI fra il 1967 e il 1971 e componente del comitato centrale nazionale. Fu tra i precursori della Svolta della Bolognina, costruendo intensi rapporti con l'area di governo, specialmente col Partito Socialista Italiano.
Pur aderendo al Partito Democratico della Sinistra ebbe, insieme agli altri esponenti della corrente migliorista, difficili rapporti col vertice regionale del partito, rappresentato negli ultimi anni ottanta da Pietro Folena.
Deputato all'Assemblea Regionale Siciliana nella VII (1971-1976), VIII (1976-1981), IX (1981-1986) e X (1986-1991) legislatura.  Presidente del Parlamento siciliano dal 3 maggio 1979 fino alla fine dell'VIII legislatura, nel 1981, negli anni del compromesso storico. Fu durante il suo mandato, il 6 gennaio 1980, che fu ucciso dalla mafia l'allora Presidente della Regione Piersanti Mattarella, col quale Russo aveva costruito un'intensa collaborazione politica, oggetto di dure critiche da parte dell'area massimalista del PCI siciliano.
Alle elezioni politiche del 1992 fu eletto al Senato della Repubblica per il PDS nel collegio di Sciacca, raccogliendo 16.689 preferenze.
Durante gli anni di Tangentopoli fu coinvolto in un'inchiesta per una vicenda legata ad appalti, ma venne assolto con formula piena.
Morì il 3 ottobre del 2006 dopo una lunga malattia all'età di 75 anni; la camera ardente fu allestita all'Assemblea Regionale Siciliana.